# Claus Peymann
Pour les articles homonymes, voir Peymann.
Klaus Eberhard Peymann dit Claus Peymann, né le 7 juin 1937 à Brême (Gau Weser-Ems, Allemagne) et mort le 16 juillet 2025 à Berlin (Allemagne), est un metteur en scène allemand. Il a dirigé le Burgtheater de Vienne et le Berliner Ensemble.

## Biographie

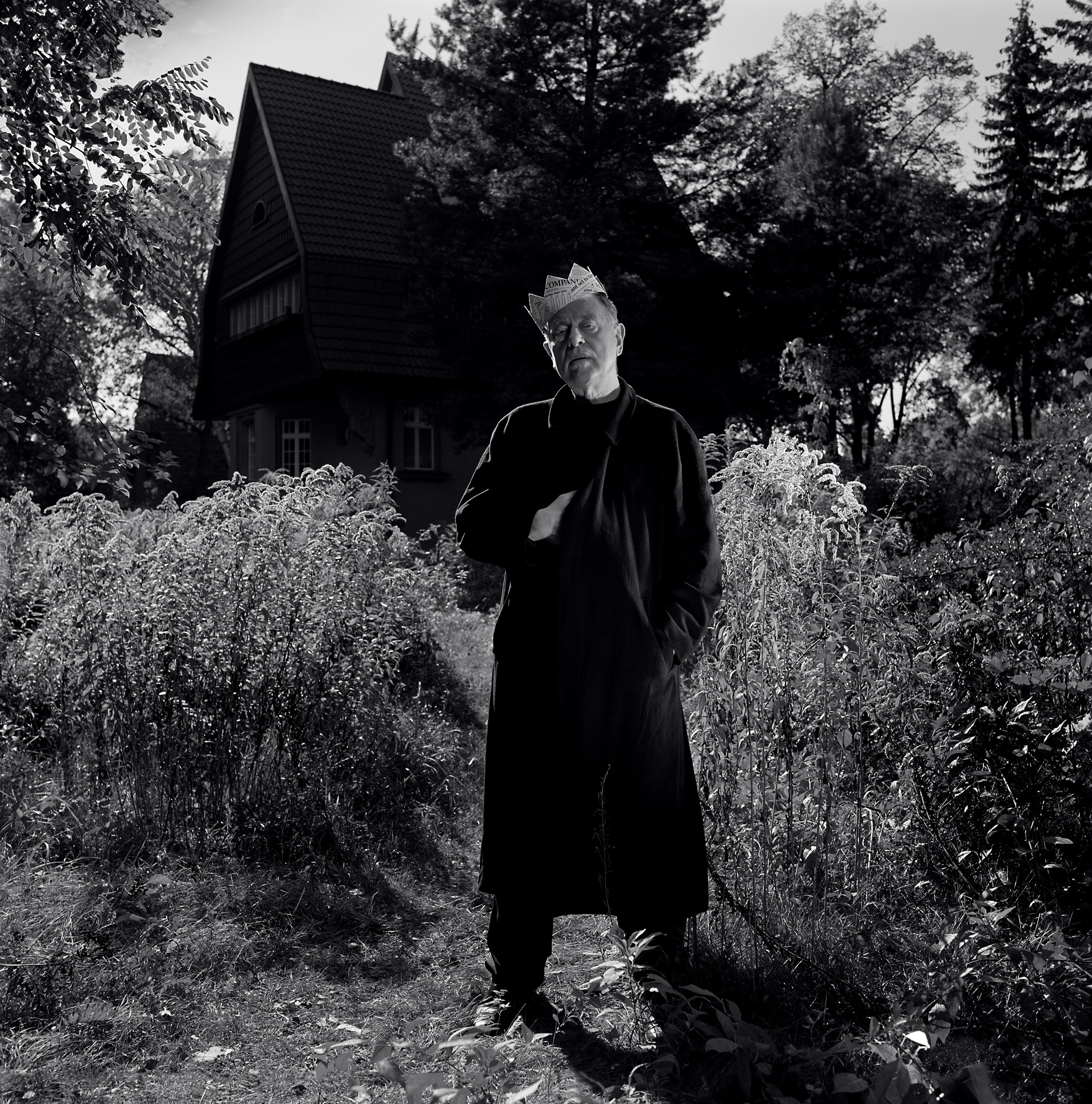
Claus Peymann photographié par Oliver Mark dans le jardin de sa maison, Berlin 2004.

Claus Peymann naît le 7 juin 1937 à Brême en Allemagne. Il étudie la littérature allemande et le théâtre à l'université de Hambourg. Là, il dirige la troupe de théâtre universitaire. 
De 1966 à 1969, il est directeur du Theater am Turm de Francfort. En 1970, il s'installe à Berlin et travaille au théâtre Berliner Schaubühne. Après s'être brouillé avec Peter Stein, il travaille comme metteur en scène à la pige de 1971 à 1974. Il est ensuite nommé directeur par intérim au Staatsoper Stuttgart. En 1979, il devient directeur artistique du Schauspielhaus de Bochum, puis est, pendant treize ans, à la tête du Burgtheater de Vienne. 
Pendant toutes ces années, il signe de nombreuses mises en scène de théâtre et d'opéra qui établissent sa réputation auprès de la critique comme du public, non sans quelques scandales, notamment avec la direction du Burgtheater de Vienne et les cercles conservateurs en 1986. Il quitte l'institution autrichienne en 1999 et rentre à Berlin.
Claus Peymann met surtout en scène des pièces d'auteurs contemporains, notamment Thomas Bernhard, Peter Handke, Peter Turrini et, plus tard, d'Elfriede Jelinek. Parmi les acteurs qu'il sollicite le plus souvent, il faut citer Gert Voss, Ignaz Kirchner et Kirsten Dene.
Pour la saison 1999-2000, il prend les rênes du Berliner Ensemble au Theater am Schiffbauerdamm. En 2010, il obtient un succès international avec sa mise en scène de Richard II de William Shakespeare, pièce dont il avait déjà tiré une version pour la télévision en 2001 et une première version scénique en 2008. Son mandat au Berliner Ensemble est toutefois perturbé par de nombreux scandales, notamment en 2012, lors d'une mise en scène de La Mort de Danton de Georg Büchner.
Il reçoit en 2002 le prix Nestroy-Theaterpreis pour l'ensemble de sa carrière.
Il a tourné plusieurs adaptations de pièces théâtrales pour la télévision allemande.
Claus Peymann meurt le 16 juillet 2025 à Berlin-Köpenick (Berlin), à l’âge de 88 ans.

## Principales mises en scène
Les titres français des pièces sont ici donnés :
- 1966 : Outrage au public (Publikumsbeschimpfung) de Peter Handke
- 1968 : Kaspar de Peter Handke, au Theater am Turm à Francfort-sur-le-Main
- 1970 : Une fête pour Boris de Thomas Bernhard
- 1976 : Minetti de Thomas Bernhard
- 1977 : Faust. Une tragédie et Faust II de Johann Wolfgang von Goethe
- 1981 : Nathan le Sage de Gotthold Ephraim Lessing
- 1982 : La Bataille d'Arminius d'Heinrich von Kleist
- 1987 : Richard III de William Shakespeare
- 1994 : Peer Gynt d'Henrik Ibsen
- 2000 : Richard II de William Shakespeare
- 2003 : Sainte Jeanne des Abattoirs de Bertolt Brecht
- 2005 : Mère Courage et ses enfants de Bertolt Brecht
- 2005 : La Mère de Bertolt Brecht
- 2008 : Richard III de William Shakespeare
- 2008 : L'Éveil du printemps de Frank Wedekind
- 2010 : Richard III de William Shakespeare
- 2011 : La Mort de Danton de Georg Büchner
- 2013 : Cabale et Amour de Friedrich von Schiller

## Filmographie
- 1966 : Publikumsbeschimpfung (TV)
- 1972 : Der Ignorant und der Wahnsinnige (TV)
- 1974 : Die Jagdgesellschaft (TV)
- 1982 : Torquato Tasso (TV)
- 1987 : Ritter, Dene, Voss (TV)
- 1989 : Heldenplatz (TV)
- 1990 : Wilhelm Tell (TV)
- 1990 : Der Theatermacher (TV)
- 2001 : Richard II (TV)

## Récompenses et distinctions
- 2002 : Prix Nestroy de Théâtre pour l'ensemble de son œuvre